# Ral·li de Croàcia
El Ral·li de Croàcia, oficialment Croatia Rally, és una prova anual de ral·lis que es disputa des de 1974. Depenent de l'edició s'ha disputat entorn de les ciutats de Rijeka, Preluk o Zagreb, on ho fa actualment.
Fins al 1992 la prova no va adquirir un caràcter internacional, esdevenint a partir d'aleshores part habitual del Campionat d'Europa de Ral·lis i actualment, des del 2021, ho és del Campionat Mundial de Ral·lis.
És una prova que es disputa sobre asfalt i en època del WRC ha estat guanyada per Sébastien Ogier al 2021, per Kalle Rovanperä al 2022 i per Elfyn Evans al 2023, tots tres amb Toyota. No obstant, en històric, el pilot amb major nombre de victòries és Branislav Küzmič amb cinc, seguit de Juraj Šebalj amb quatre victòries, pilot que alhora ha estat el que més victòries ha obtingut a Croàcia quan la prova formava part del Campionat d'Europa.

## Palmarès
| Ed.     | Any  | Pilot                | Copilot            | Cotxe                         | Camp. |
| ------- | ---- | -------------------- | ------------------ | ----------------------------- | ----- |
| I       | 1974 | Tomislav Markt       | Milena Markt       | BMW 1600                      |       |
| II      | 1975 | Aleksandar Mačešič   | Mladen Lovrič      | Datsun 1200                   |       |
| III     | 1976 | Berislav Modrič      | Ivica Naukovič     | Fiat 128 SC                   |       |
| IV      | 1977 | Aleš Pušnik          | Rudi Šali          | Renault 5                     |       |
| V       | 1978 | Aleš Pušnik          | Rudi Šali          | Renault 5                     |       |
| VI      | 1979 | Borko Skurič         | Boris Franjič      | Opel Kadett GT/E              |       |
| VII     | 1980 | Leon Poberaj         | Marijetka Poberaj  | Zastava 101                   |       |
| VIII    | 1981 | Leon Poberaj         | Marijetka Poberaj  | Zastava 101                   |       |
| IX      | 1982 | Borko Skurič         | Boris Franjič      | Opel Kadett GT/E              |       |
| X       | 1983 | Branislav Küzmič     | Rudi Šali          | Renault 5 Turbo               |       |
| XI      | 1984 | Branislav Küzmič     | Rudi Šali          | Renault 5 Turbo               |       |
| XII     | 1985 | Branislav Küzmič     | Rudi Šali          | Renault 5 Turbo               |       |
| XIII    | 1986 | Romana Zrneč         | Špela Kožar        | Renault 11 Turbo              |       |
| XIV     | 1987 | Branislav Küzmič     | Janez Banič        | Renault 5 GT Turbo            |       |
| XV      | 1988 | Branislav Küzmič     | Janez Banič        | Renault 5 GT Turbo            |       |
| XVI     | 1989 | Tihomir Filipovič    | Davor Devunič      | Lancia Delta HF Integrale     |       |
| XVII    | 1990 | Tihomir Filipovič    | Saša Ačimovič      | Lancia Delta HF Integrale 16V |       |
| XVIII   | 1991 | Tihomir Filipovič    | Roberta Merluzzi   | Lancia Delta HF Integrale 16V |       |
| XIX     | 1992 | Žarko Šepetavč       | Nenad Krlič        | Lancia Delta HF Integrale 16V | ERC   |
| XX      | 1993 | Raimund Baumschlager | Klaus Wicha        | Ford Escort RS Cosworth       | ERC   |
| XXI     | 1994 | Niko Pulič           | Davor Devunič      | Lancia Delta HF Integrale Evo | ERC   |
| XXII    | 1995 | Niko Pulič           | Davor Devunič      | Lancia Delta HF Integrale Evo | ERC   |
| XXIII   | 1996 | Kurt Göttlicher      | Josef Pointinger   | Ford Escort RS Cosworth       | ERC   |
| XXIV    | 1997 | David Pattison       | Nenad Krlič        | Ford Escort RS Cosworth       | ERC   |
| XXV     | 1998 | Enrico Bertone       | Max Chiapponi      | Toyota Celica GT-Four         | ERC   |
| XXVI    | 1999 | Enrico Bertone       | Fulvio Florean     | Renault Megane Maxi           | ERC   |
| XXVII   | 2000 | Bert de Jong         | Ton Hillen         | Subaru Impreza WRC            | ERC   |
| XXVIII  | 2001 | Krum Donchev         | Rumen Manolov      | Peugeot 306 Maxi              | ERC   |
| XXIX    | 2002 | Leszek Kuzaj         | Erwin Mombaerts    | Toyota Corolla WRC            | ERC   |
| XXX     | 2003 | Vaclav Pech          | Petr Uhel          | Ford Focus WRC                | ERC   |
| XXXI    | 2004 | Juraj Šebalj         | Toni Klinc         | Subaru Impreza STi            | ERC   |
| XXXII   | 2005 | Juraj Šebalj         | Toni Klinc         | Citroën C2 S1600              | ERC   |
| XXXIII  | 2006 | Vaclav Pech          | Petr Uhel          | Mitsubishi Lancer Evo IX      | ERC   |
| XXXIV   | 2007 | Juraj Šebalj         | Toni Klinc         | Mitsubishi Lancer Evo IX      | ERC   |
| XXXV    | 2008 | Corrado Fontana      | Renzo Casazza      | Fiat Grande Punto S2000       | ERC   |
| XXXVI   | 2009 | Krum Donchev         | Petar Yordanov     | Peugeot 207 S2000             | ERC   |
| XXXVII  | 2010 | Luca Rossetti        | Matteo Chiaroossi  | Fiat Grande Punto S2000       | ERC   |
| XXXVIII | 2011 | Luca Rossetti        | Matteo Chiaroossi  | Fiat Grande Punto S2000       | ERC   |
| XXXIX   | 2012 | Juho Hänninen        | Mikko Markkula     | Škoda Fabia S2000             | ERC   |
| XL      | 2013 | Jan Kopecký          | Pavel Dresler      | Škoda Fabia S2000             | ERC   |
| XLI     | 2014 | Juraj Šebalj         | Toni Klinc         | Mitsubishi Lancer Evo IX      |       |
| XLII    | 2015 | Murat Bostanci       | Onur Vatansever    | Ford Fiesta R5                |       |
| XLIII   | 2016 | Vlastimil Majerčák   | Michaela Vejačková | Ford Fiesta R5                |       |
| XLIV    | 2017 | Dávid Botka          | Márk Mesterházi    | Škoda Fabia R5                |       |
| XLV     | 2021 | Sébastien Ogier      | Julien Ingrassia   | Toyota Yaris WRC              | WRC   |
| XLVI    | 2022 | Kalle Rovanperä      | Jonne Halttunen    | Toyota GR Yaris Rally1        | WRC   |
| XLVII   | 2023 | Elfyn Evans          | Scott Martin       | Toyota GR Yaris Rally1        | WRC   |